# 신흥초등학교 (경기)
신흥초등학교는 대한민국 경기도 군포시에 있는 공립 초등학교이다.

## 학교 상징
- 교화: 철쭉
- 교목: 소나무

## 학교 연혁
- 1994. 02.13 신흥국민학교 설립인가
- 1994. 05.16 김대원 초대교장 취임
- 1994. 07.01 개교
- 1995. 02.17 제1회 졸업장 수여식(40명)
- 1996. 03.01 신흥초교로 명칭 변경(25학급)
- 1997. 10.31 교육부지정 인성교육 시범학교 발표(2년차)
- 2000. 09.21 경기도교육청지정 경제교육 시범학교 운영 보고회 개최
- 2002. 02.01 경기도군포교육청 주관 학교평가 최우수교 선정
- 2003. 11.11 경기도교육청 지정 교실수업개선 운영 보고회 개최
- 2004. 07.01 ~2009 02.28 경기도교육청지정 과학교육 선도학교
- 2005. 03.01 ~2006 02.28 경기도교육청지정 봉사활동 시범학교 운영
- 2006. 09.01 신흥초등학교병설유치원 1학급 개원
- 2014. 09.01 김명희 교장선생님 부임
- 2016. 02.12 제 22회 졸업장 수여식(총2,769명 졸업)
- 2016. 03.01 초등학교 24학급, 유치원 1학급 편성
- 2017. 03.02 초등학교 22학급, 유치원 1학급 편성
- 2024. 07.01 개교 30주년

## 참고 자료
- 신흥초등학교 - 한국교육학술정보원 학교알리미